# Улица Дзарахохова (Владикавказ)
Улица Дзарахохова — улица во Владикавказе, Северная Осетия, Россия. Улица располагается в Промышленном муниципальном округе. Начинается от улицы Гвардейской и заканчивается улицей Тельмана.
На чётной стороне улицы Дзарахохова заканчивается улицы Суворовская и Серобабова.
Улица названа в честь осетинского общественного деятеля, героя Гражданской войны Хаджи-Мурата Уариевича Дзарахохова.
Улица образовалась в начале XX века и впервые была отмечена на плане города Владикавказа от 1937 года как Северо-Выгонная улица.
3 июня 1952 года улица Северо-Выгонная была переименована в улицу Дзарахохова.